# 窓 (松山千春の曲)
「窓」（まど）は、松山千春が1979年3月21日にリリースした6枚目のシングルである。

## 解説
B面「卒業」は、同年5月にリリースされたオリジナル・アルバム『空を飛ぶ鳥のように 野を駈ける風のように』に別バージョンが収録。アルバム・バージョンでは青木望が編曲を担当。キーがシングルではニ長調だが、アルバムではハ長調となっている。

## 収録曲
| 全作詞・作曲: 松山千春。 |           |           |            |          |      |
| #                        | タイトル  | 作詞      | 作曲・編曲 | 編曲     | 時間 |
| 1.                       | 「窓」    | 松山千春  | 松山千春   | 清須邦義 | 4:57 |
| 2.                       | 「卒業」  | 松山千春  | 松山千春   | 松井忠重 | 3:18 |
| 合計時間:                | 合計時間: | 合計時間: | 8:15       |          |      |

## カバー
| 曲名 | アーティスト | 収録作品                 | 発売日        | 備考 |
| ---- | ------------ | ------------------------ | ------------- | ---- |
| 窓   | 中森明菜     | アルバム『歌姫3 〜終幕』 | 2003年12月3日 |      |